# صراع العروش: الموسم 4 (موسيقى تصويرية)
تم نشر ألبوم الموسيقى التصويرية للموسم الرابع من مسلسل إتش بي أو صراع العروش، بعنوان صراع العروش: الموسم 4، رقميًا في 10 يونيو 2014، وعلى قرص مضغوط في 1 يوليو 2014. شهد الموسم الرابع من صراع العروش قيام الفرقة الأيسلندية سيغور روس بأداء نسختها من «أمطار كاستامير» في ظهور قصير في حفل زفاف الملك جوفري في الحلقة الثانية، «الأسد والزهرة».

## الجوائز والترشيحات
| العام | الجائزة                                     | الفئة                                                     | المرشح(ون)            | النتيجة | م.    |
| ----- | ------------------------------------------- | --------------------------------------------------------- | --------------------- | ------- | ----- |
| 2014  | حفل توزيع جوائز إيمي للفنون الإبداعية الـ66 | أفضل تأليف موسيقي لمسلسل (موسيقى تصويرية درامية أصلية)    | حلقة: «الجبل والأفعى» | رُشِّح     | [ 1 ] |
| 2014  | جوائز موسيقى هوليوود في وسائل الإعلام       | أفضل موسيقى تصويرية أصلية – برنامج تلفزيوني/مسلسل بث رقمي |                       | رُشِّح     | [ 2 ] |